# Bejucal (site archéologique)
 (octobre 2020).
Bejucal est un site archéologique maya situé dans le Département du Petén au Guatemala.